# Curarrehue
Curarrehue (del mapudungun: kura rewe ‘altar de piedra’) es una comuna de la zona sur de Chile, de la Provincia de Cautín en la Región de la Araucanía. La comuna, junto a Pucón y Villarrica, forman parte del polo de desarrollo llamado «lacustre andino» de la Araucanía.[cita requerida]

## Historia
Fue fundada por un grupo de colonos de origen campesino en 1912, dependiente administrativamente de la comuna de Pucón, hasta que fue declarada oficialmente como comuna por decreto el 8 de enero de 1981, bajo la dictadura militar de Augusto Pinochet.

## Medio ambiente

### Geomorfología y componentes abióticos

Trazado simplificado de los ecosistemas y cuerpos de agua presentes en la comuna de Curarrehue.

La comuna de Curarrehue se encuentra emplazada en la unidad geomorfológica de Cordillera volcánica activa; y presenta según la clasificación climática de Köppen clima de tundra (ET), clima de tundra de lluvia invernal (ET (s)), clima mediterráneo de lluvia invernal (Csb), clima mediterráneo de lluvia invernal de altura (Csb (h)), clima mediterráneo frío de lluvia invernal (Csc) y clima templado lluvioso con leve sequedad estival (Cfb (s)). Esta además se halla entre las cuencas hidrográficas de río Toltén y río Valdivia. Además, la comuna posee diversos cuerpos de agua, entre los que se destacan el lago Hualalafquen, lago Plato y lago Quilleihue, laguna Huenfuica, laguna Huesquefilo, laguna Los Patos y laguna Perdida; y río Caren, río Huirinlil, río Maichin, río Pangui, río Pucón o Minetue, río Puesco, río Rolicura y río Trancura.

### Componentes bióticos
Dentro del territorio de la comuna se pueden hallar los siguientes ecosistemas:
- Bosque caducifolio templado andino donde predominan Nothofagus alpina y Dasyphyllum diacanthoides (En peligro)
- Bosque caducifolio templado andino donde predominan Nothofagus alpina y Nothofagus dombeyi (Vulnerable)
- Bosque caducifolio templado andino donde predominan Nothofagus pumilio y Araucaria araucana (Vulnerable)
- Bosque caducifolio templado andino donde predominan Nothofagus pumilio y Azara alpina (Vulnerable)
- Bosque caducifolio templado donde predominan Nothofagus obliqua y Laurelia sempervirens (En peligro)
- Bosque resinoso templado andino donde predominan Araucaria araucana y Nothofagus dombeyi (Vulnerable)
- Matorral bajo templado andino donde predominan Adesmia longipes y Senecio bipontinii (Vulnerable)
- Matorral bajo templado andino donde predominan Discaria chacaye y Berberis empetrifolia (Vulnerable)
- Zonas geográficas hinóspitas sin vegetación (Sin información)

### Medidas de protección ambiental y conflictos socioambientales
Hasta 2022, la comuna de Curarrehue cuenta con las siguientes zonas que cuentan con algún nivel de protección ambiental:
- Araucarias (Reserva Biósfera)[11]
- Bosques Templados Lluviosos (Reserva Biósfera)[12]
- Parque Nacional Villarrica (Parque Nacional)[13]
- Reserva Forestal Villarrica (Reserva Forestal)[14]
- Reserva Privada Madre Selva (Iniciativa de Conservación Privada)[15]

## Demografía
La capital comunal está ubicada a 40 km de la frontera con Argentina por el Paso Mamuil Malal. Su comunidad es principalmente de origen mapuche y mestizos con dicha etnia, mientras que las actividades económicas principales son la industria maderera y ganadería. Incipientemente comienza a mostrar sus atractivos turísticos, donde destacan lagos, ríos y volcanes en un entorno protegido de la civilización humana.

## Administración

### Representación parlamentaria
En el ámbito legislativo, la representación del Distrito Electoral N° 23 está a cargo de los diputados
René Manuel García (RN), Mario Venegas (DC), Miguel Mellado (RN), Andrés Molina (EVO) y Ricardo Celis (PPD)
Mientras que la 11.ª Circunscripción Senatorial (Araucanía) tiene como representantes a los senadores José García Ruminot (RN) y Felipe Kast (EVO)

## Economía
En 2018, la cantidad de empresas registradas ante el Servicio de Impuestos Internos en Curarrehue fue de 64. El Índice de Complejidad Económica (ECI) en el mismo año fue de -1,13, mientras que las actividades económicas con mayor índice de Ventaja Comparativa Revelada (RCA) fueron Cultivo de Especies Acuáticas en Agua Dulce (131,47), Venta al por Menor de Bebidas y Licores (26,01) y Comercio de Artículos de Suministros de Oficinas y Escritorio (9,95).

### Turismo

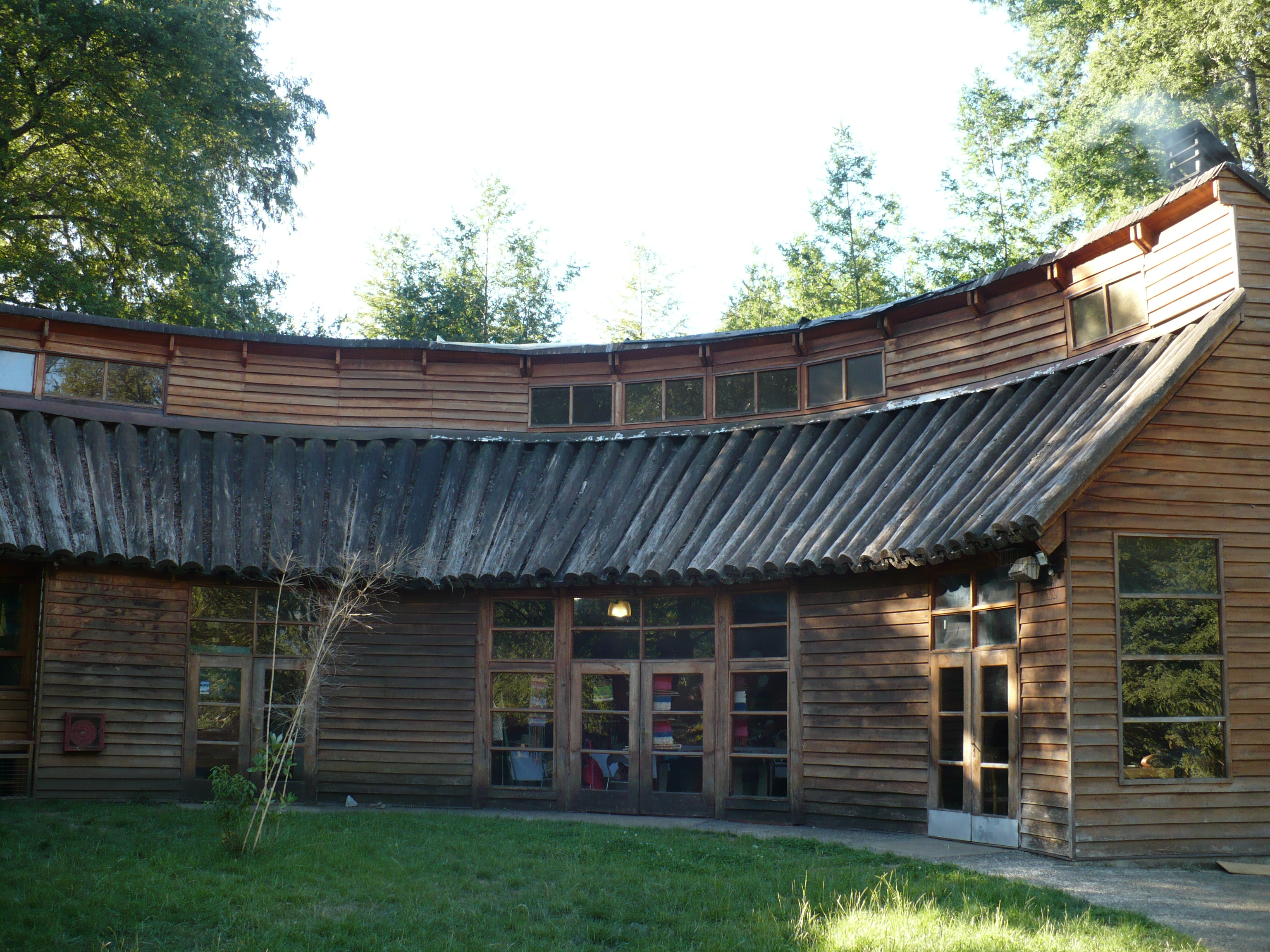
Aldea Intercultural Trawupeyüm

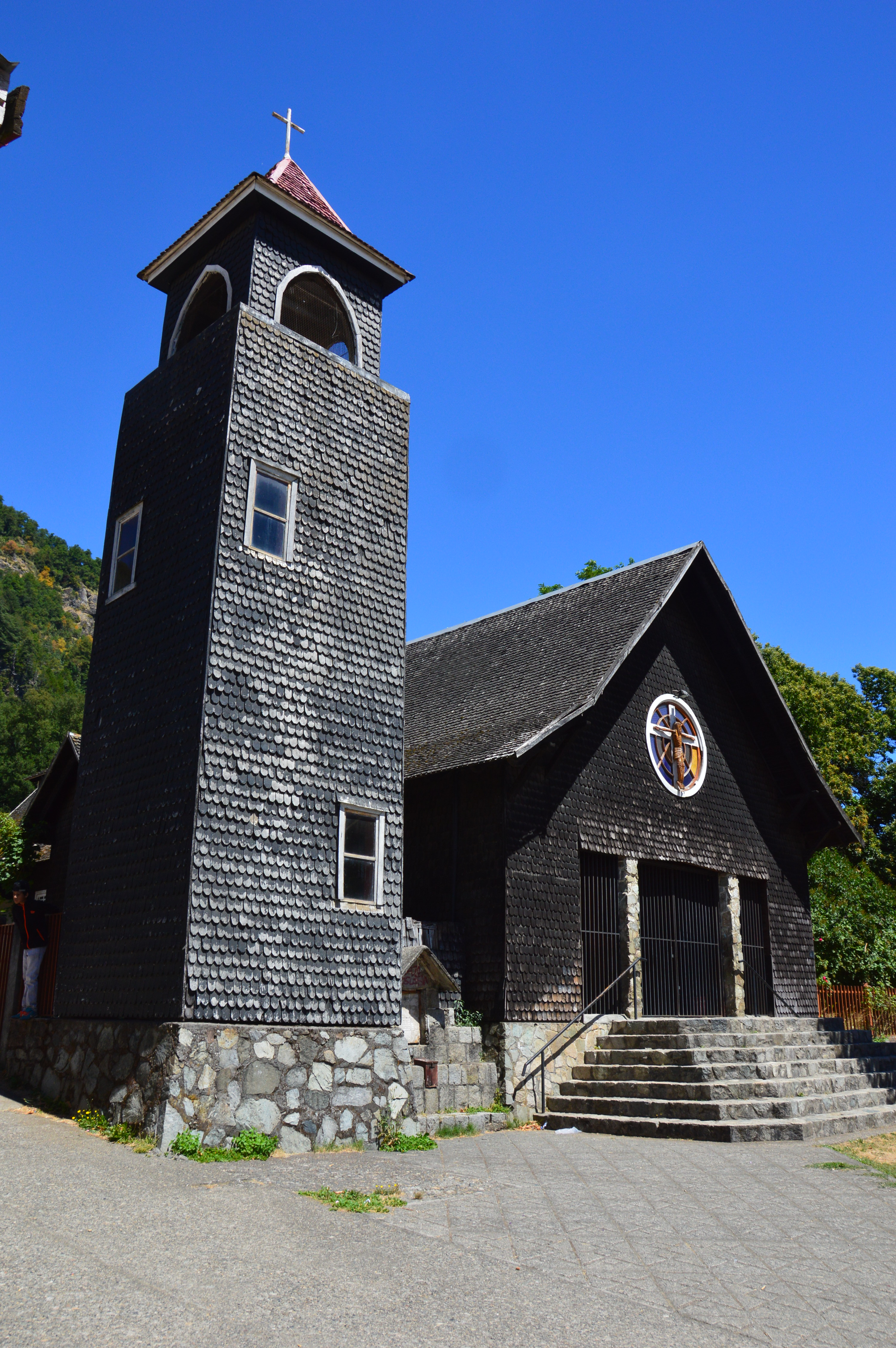
Iglesia de San Sebastián (2015).

Existe un museo vivo, la Aldea Intercultural Trawupeyüm, donde se puede conocer grandes historias de origen y a un costado de este museo se puede degustar de la gastronomía indígena de origen mapuche y la cocina fusión, a través de sus locales comerciales gastronómicos y artesanías, donde cocineros locales conservan algunas tradiciones de recolección de frutos silvestres, como la frutilla y el piñón, para la elaboración de platos típicos y mermeladas.
Otros lugares atractivos son los volcanes Quetrupillán (localmente conocido como Mocho), Lanín (inactivo de cono perfecto) y Sollipulli (tipo caldera); los primeros se encuentran ubicados en el Parque nacional Villarrica, el que incluye al volcán activo Villarrica, el tercero se encuentra hacia el norte por el camino hacia Reigolil, en la comuna de Curarrehue se encuentra el río Trancura que nace desde el sector Lanín del parque (al sur) y confluye, después de bordear el pueblo de Curarrehue, con el río Maichín que nace en el sector del nevado del Sollipulli. Desde esta confluencia nace el río Trancura, conocido a nivel nacional e internacional por su atractivo turístico de bajadas en balsa y kayak (hasta grado III), también la comuna cuenta con varias lagunas, algunas de difícil acceso, la más conocida es Quillelhue al sur por el camino internacional, además esta comuna tiene una superficie casi totalmente cubierta de bosques nativos, se encuentran especies como el coihue, raulí, lenga, araucarias entre otros.
La Iglesia de San Sebastián, el principal templo católico de la comuna, es un atractivo turístico dentro del turismo cristiano, que destaca por su construcción con revestimiento de tejuelas de madera nativa. Durante el mes de enero convoca a peregrinos a la celebración de su santo patrono. Otro atractivo arquitectónico es la Pasarela Puente Basa Grande, un puente colgante construido en madera ubicado camino al sector de Reigolil, al norte de la comuna en dirección a Cunco.

## Cultura

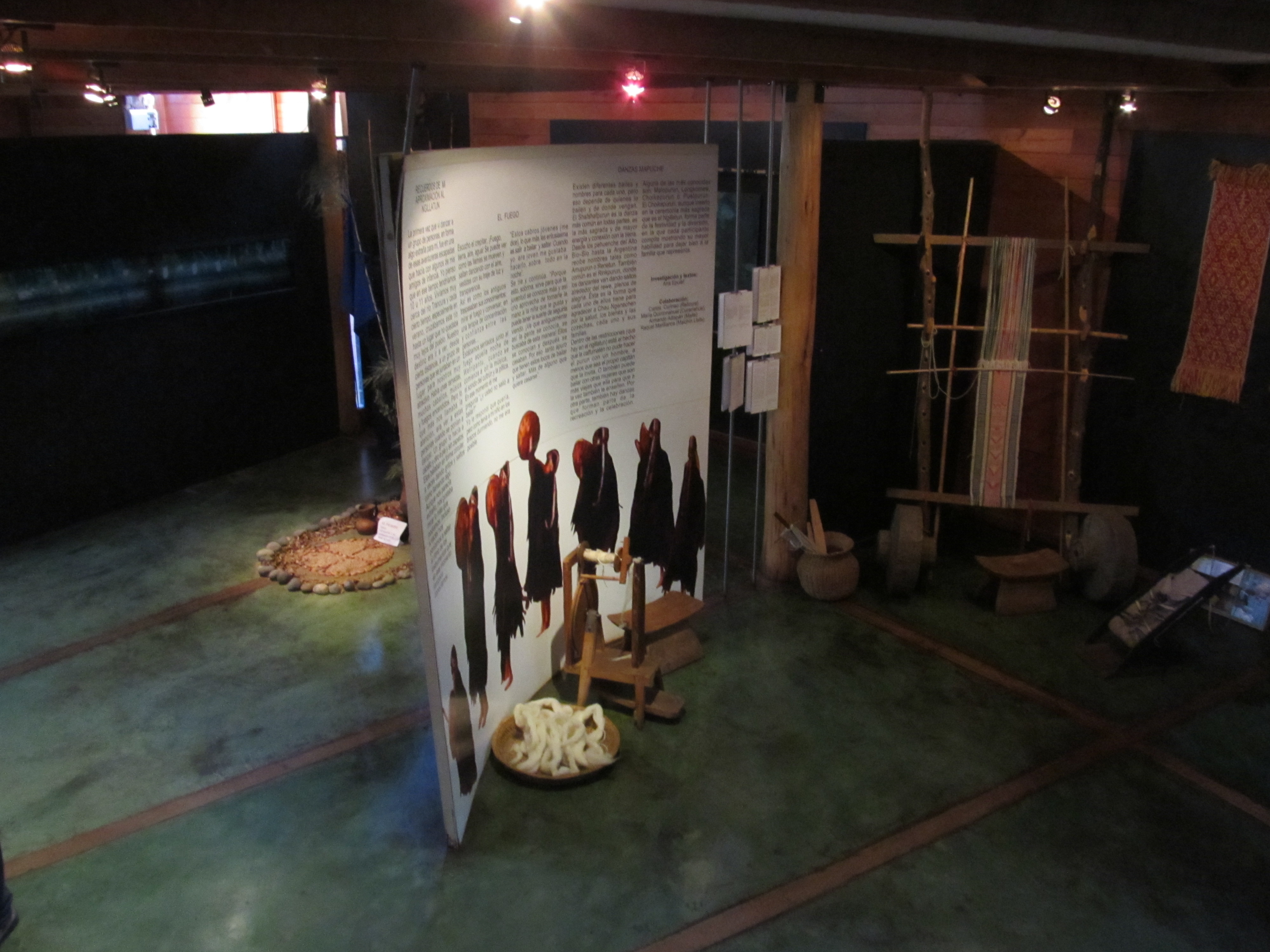
Centro mapuche Curarrehue, 2014.

La cultura del territorio de Curarrehue está compuesta en su gran mayoría por población mapuche-pehuenche, primeros habitantes de estas tierras y los cuales dieron nombre a gran parte de los territorios, ríos, montañas, lagos, especies de flora y fauna existente en la comuna, sin este aporte fundamental no se puede concebir la riqueza cultural de nuestra comuna. Hay una fuerte impronta de Puel Mapu, dado que en la invasión de los estados de Chile ("Pacificación de la Araucanía") contra la Nación Mapuche, muchos lonkos trajeron a sus familias, dejándolas a resguardo en Kurrawe hoy Curarrehue. Después de la derrota total, se suman muchas familias mapuche desde el eje Panguipulli-Valdivia, Loncoche, Mallolafken (Villarrica) y Pucón.
El Estado de Chile toma posesión de todo el territorio, lo que se consolida durante la Dictadura Militar de 1973 al 1990. En la cordillera aún se observan "kemches", cuevas de refugio de las familias. A lo anterior se suma a la presencia desde el siglo XIX de colonos de montaña y una población flotante que transita por el Paso Fronterizo con Argentina Mamuil Malal -antiguamente denominado Boquete del Trankura-, paso obligado para las caravanas de mercancías desde el siglo XVIII.

## Transporte
La principal vía de acceso a la comuna es a través de la Ruta CH-199, la cual conecta con la comuna de Pucón hacia el Oeste y hasta la frontera con Argentina hacia el Sureste.

## Personas destacadas
- Pabla Colpihueque (1889-2009): supracentenaria (fall. en Reigolil)
- El vende queso  (1870-1962): cofundador de Curarrehue (fall. en Santiago)